# 6814 Steffl
6814 Steffl è un asteroide della fascia principale. Scoperto nel 1979, presenta un'orbita caratterizzata da un semiasse maggiore pari a 2,8289236 UA e da un'eccentricità di 0,0402494, inclinata di 2,16334° rispetto all'eclittica.